# Liste der Flüsse in Haiti

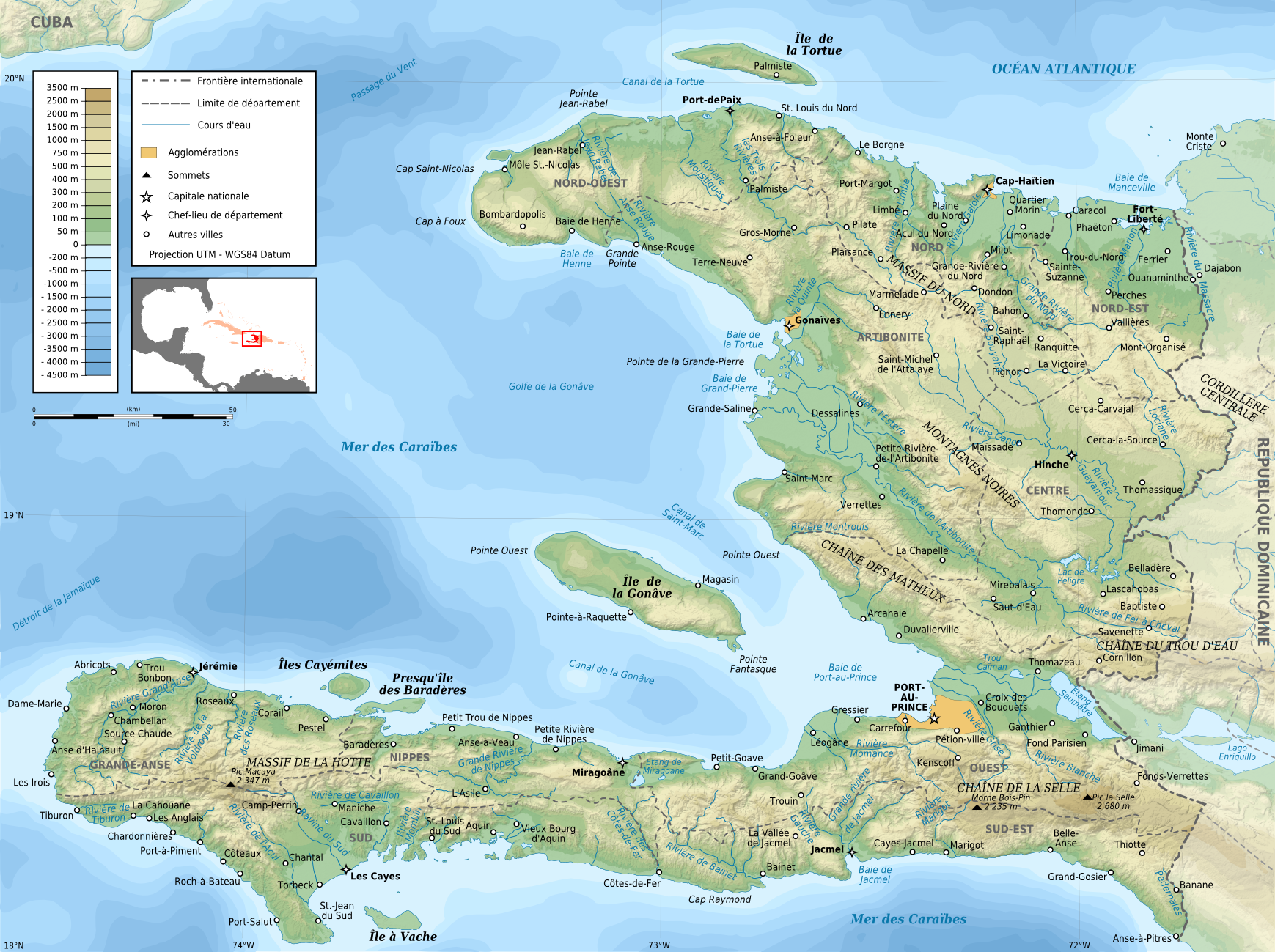
Lage der Flüsse in Haiti

Die Liste der Flüsse in Haiti  enthält eine Auswahl der Fließgewässer in Haiti – sortiert nach dem Mündungsgebiet. Die jeweiligen Zuflüsse sind eingerückt.

## Atlantischer Ozean
- Rivière du Massacre

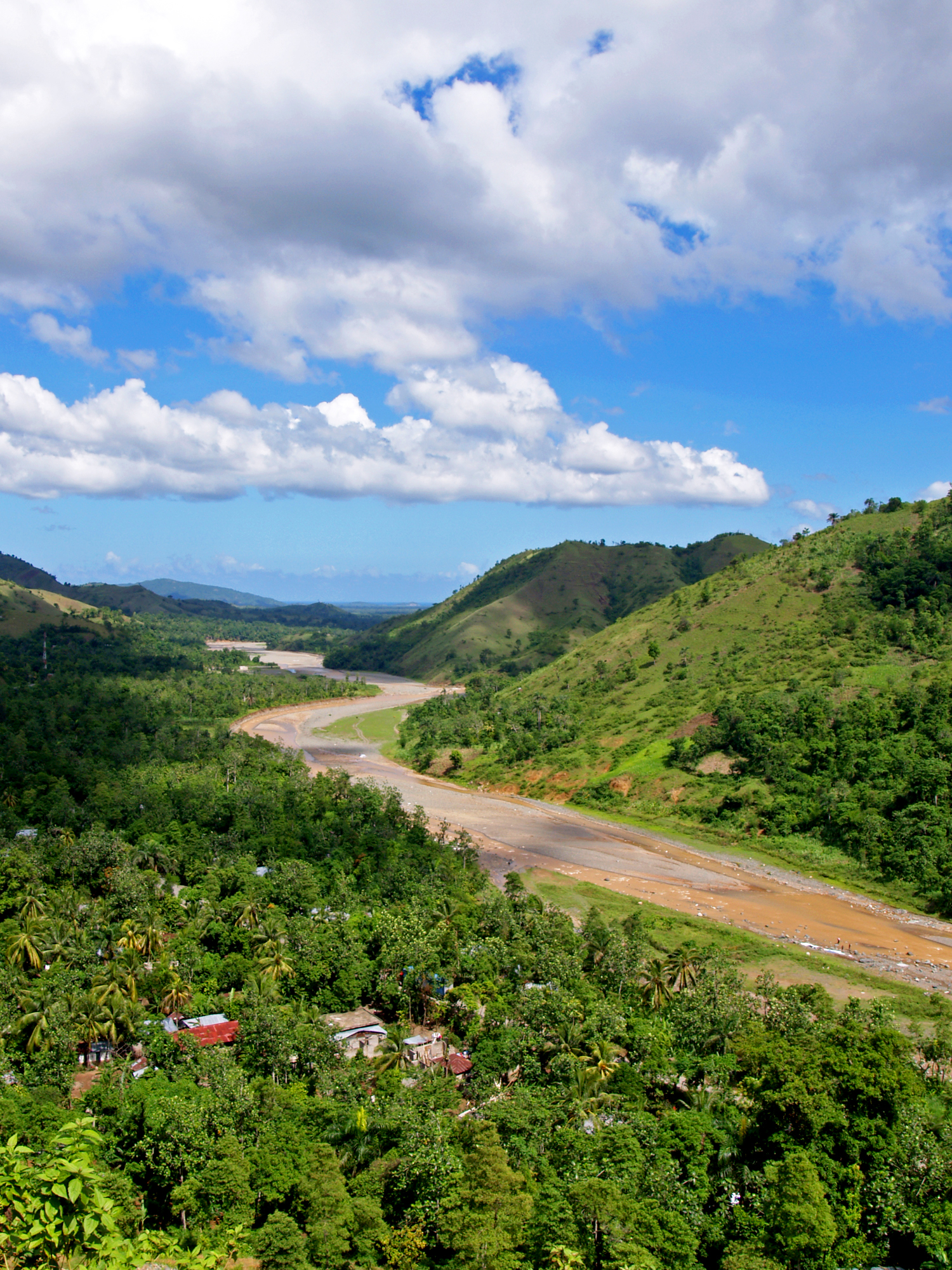
Rivière du Limbè

- Grande Rivière du Nord (Fluss) nicht zu verwechseln mit der gleichnamigen Gemeinde Grande-Rivière-du-Nord
- Rivière Galois
- Rivière Marion
- Rivière du Limbé
- Les Trois Rivières

## Golf von Gonâve

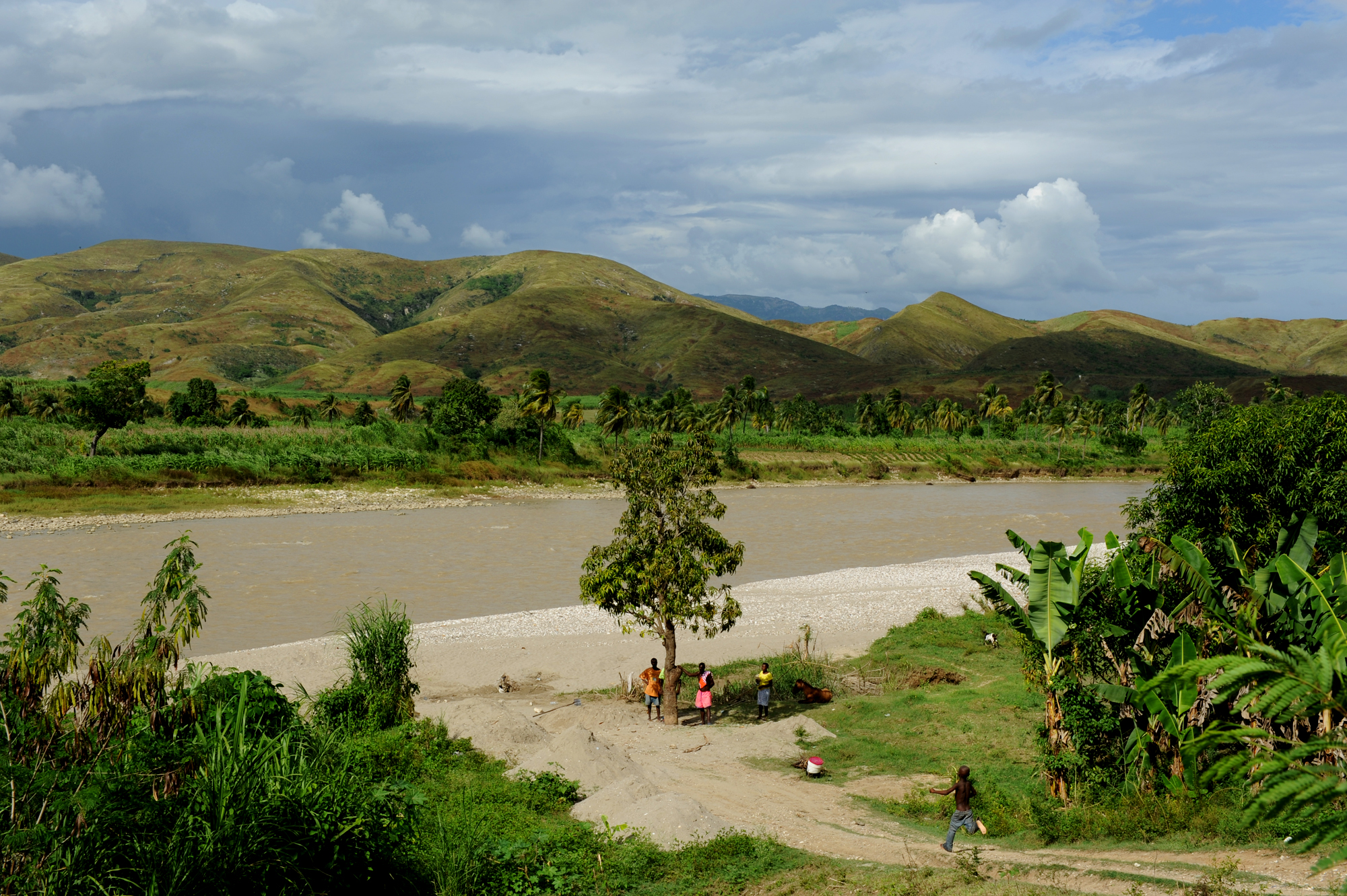
Rivière de l’Artibonite

- Rivière Anse Rouge
- Rivière La Quinte
- Rivière de l’Estère
- Rivière de l’Artibonite
  - Rivière de Fer à Cheval
  - Rivière Macasía
  - Rivière Guayamouc
    - Rivière Bouyaha
      - Rivière Gouape

    - Rivière Canot

  - Rivière Locaine
  - Rivière Libón
- Rivière de Saint-Marc
- Rivière Montrouis
- Rivière Blanche
- Rivière Grise
- Rivière de Grand Goâve
- Grand Rivière de Nippes
- Rivière des Roseaux
- Rivière des Abricots
- Rivière Chaineaut
- Rivière de la Voldrogue
- Rivière Grande Anse

## Karibisches Meer
- Rivière de l'Acul
- Ravine du Sud
- Rivière de Cavaillon
- Rivière Mombin
- Rivière des Côtes de Fer
- Rivière de Bainet
- Grand Rivière de Jacmel
- Rivière Marigot
- Pedernales

## Dominikanische Republik
- Rivière Soliette